# Britannia Buildings

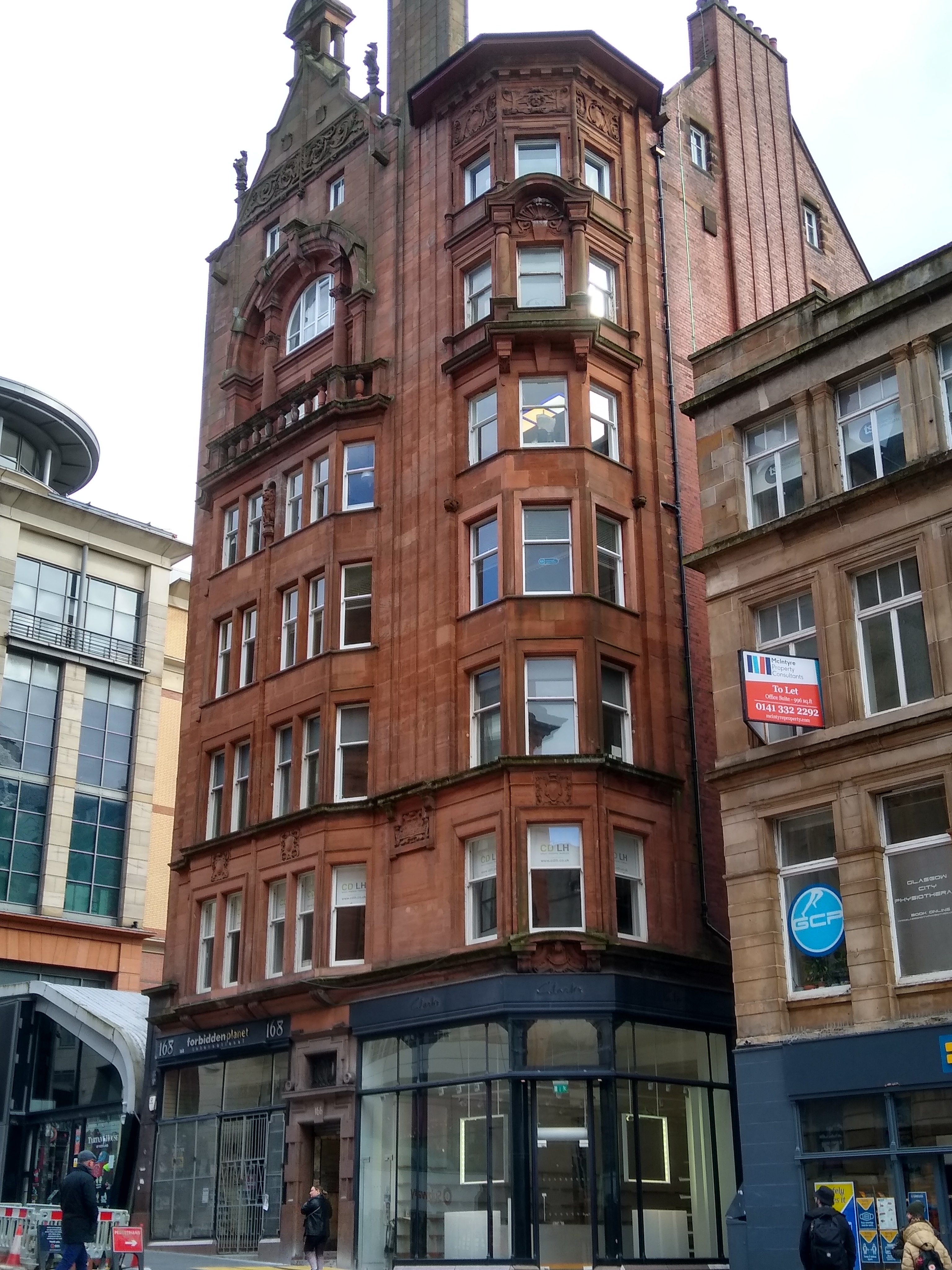
Britannia Buildings

Die Britannia Buildings, ehemals Dundas House, sind ein Geschäftsgebäude in der schottischen Stadt Glasgow. 1970 wurde das Bauwerk in die schottischen Denkmallisten in der Kategorie B aufgenommen. Die Hochstufung in die höchste Denkmalkategorie A erfolgte 1988.

## Geschichte
Das Gebäude wurde 1898 für die British Workmen’s and General Assurance Company erbaut. Den Entwurf lieferte der schottische Architekt John Archibald Campbell. 1934 wurde Alexander David Hislop mit Modernisierungsmaßnahmen beauftragt. Eine weitere Überarbeitung wurde im Laufe der 1950er Jahre durch Alexander Buchanan Campbell durchgeführt.
Zu Bauzeiten wurde das Gebäude in zwei Fachzeitschriften sowie einem Buch thematisiert.

## Beschreibung
Das siebenstöckige Gebäude steht an der Einmündung der Dundas Lane in die Buchanan Street im Zentrum Glasgows. Architektonisch folgen die Britannia Buildings keinem klaren Stil. Die schmale Prunkfassade entlang der Buchanan Street ist mit rotem Sandstein verkleidet mit schwarzen Granitpartien im Erdgeschoss. Flächige Schaufenster flankieren das ornamentierte Hauptportal mit schmiedeeiserner Verzierung im Kämpferfenster. Vom ersten bis zum vierten Obergeschoss erstreckt sich eine abgekantete, sechs Achsen weite Auslucht. Sie schließt ab mit einer Balustrade. Dahinter findet sich ein aufwändig mit Säulen, Pilastern und ornamentiertem Schlussstein gestaltetes Rundbogenfenster. Unterhalb des Giebels verläuft ein Fries.
An der Gebäudekante tritt ein abgekanteter Erker heraus. Das Fenster des fünften Obergeschosses ist im Stile einer Ädikula gestaltet. Der Erker schließt mit weit auskragendem Kranzgesimse mit Zahnschnitt ab. Die lange Fassade entlang der schmalen Dundas Lane ist deutlich schlichter gestaltet. Das Mauerwerk besteht aus glasiertem Backstein mit einigen Sandsteindetails.